# Diabrotica exesa
Diabrotica +exesa là một loài bọ cánh cứng trong họ Chrysomelidae. Loài này được Wickham miêu tả khoa học năm 1911.